# Mörby, Danderyds kommun

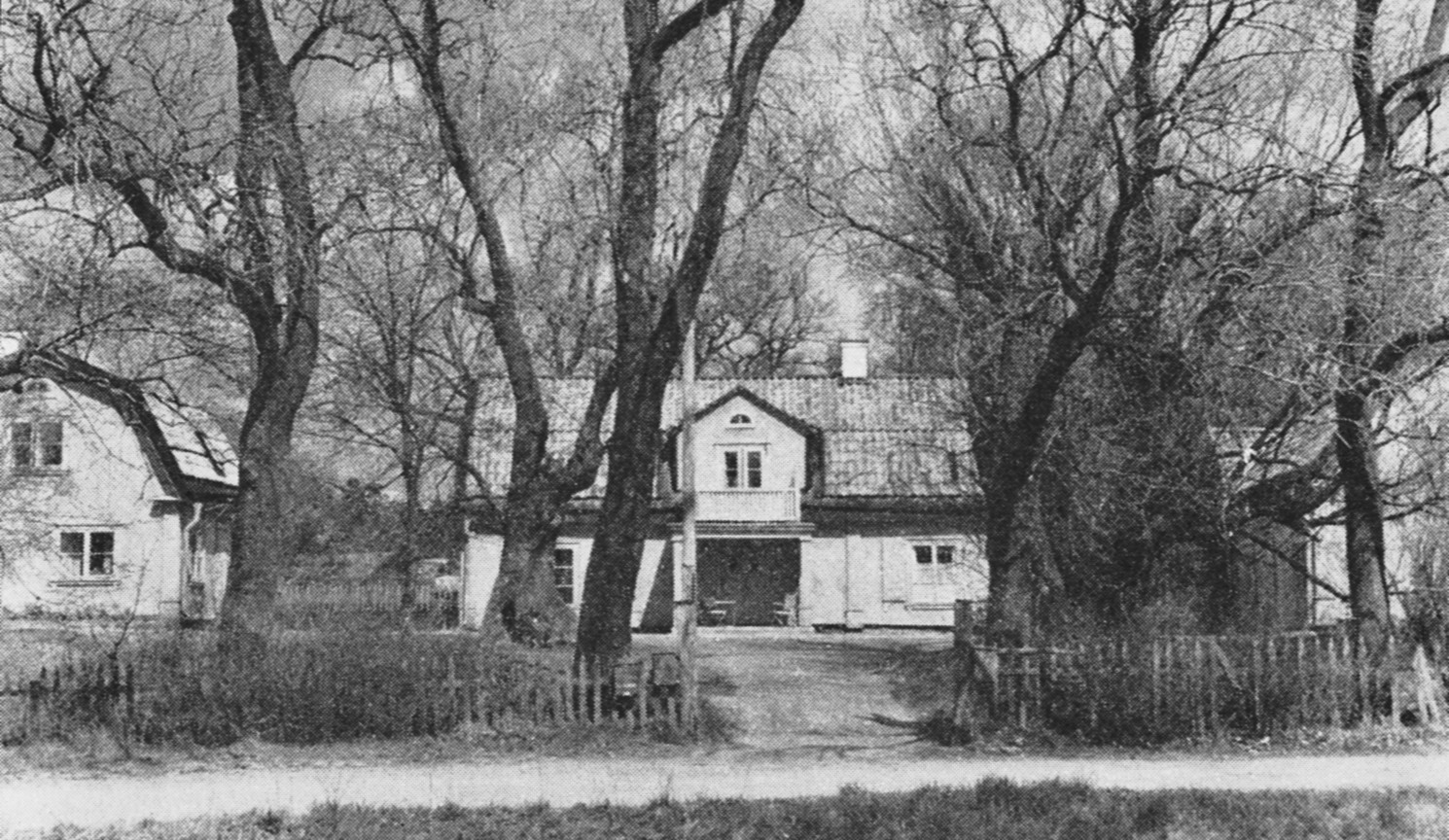
Mörby gård på 1960-talet.

Mörby är ett område i Danderyds kommun i Stockholms län. Mörby ingår, liksom den största delen av resten av Danderyds kommun, i tätorten Stockholm.

## Historik
Den ursprungliga bosättningen Mörby by från sena järnåldern låg nära en av Östersjöns havsvikar, som genom den postglaciala landhöjningen grundades upp och numera utgör  Edsviken. Möjligtvis var det denna havsvik som gett byn dess namn: ”Myr-byn” . På 1400-, 1500- och 1600-talen hörde Mörby gård till Djursholmsgodset. År 1944 klassades Mörby gård som byggnadsminne och 1951 genomfördes en omfattande ombyggnad av gårdens huvudbyggnad och flyglar. Gården, som låg mellan Norrtäljevägen och Danderyds sjukhus och som givit området dess namn, förstördes vid en brand 1976.
Mörby omfattar idag områdena Mörbyskogen, Mörby centrum, Mörbylund, Danderyds sjukhus, som fram till år 1964 kallades Mörby lasarett, samt ett villaområde som inkorporerades i dåvarande köpingen Stocksunds köping den 1 januari 1913. Villasamhället Mörby var speciellt avsett för statstjänstemän, och tomterna uppläts med tomträtt. År 1917 hade det uppförts 94 villor i Mörbyområdet. I området ligger även Mörbyskolan (tidigare Mörby Läroverk) och Mörbybadet.

## Kommunikationer
- Inom Mörby-området finns två stationer för Stockholms tunnelbana: Danderyds sjukhus och Mörby centrum.
- Sedan år 1906 gör Roslagsbanans tåg uppehåll vid Mörby station och här ligger även Mörby verkstäder.
- På den plats där Mörby gård tidigare stod (nedbrunnen 1976) finns idag en stor bussterminal, med direkt anslutning till tunnelbanan och dess station Danderyds sjukhus.